# Wilhelm Ruhland
Eugen Otto Wilhelm Ruhland (* 7. August 1878 in Schleswig; † 5. Januar 1960 in Unterdeufstetten, Baden-Württemberg) war ein deutscher Botaniker und Pflanzenphysiologe. Sein offizielles botanisches Autorenkürzel lautet „Ruhland“.   

## Leben
Die Reifeprüfung legte der Sohn eines Regierungssekretärs 1896 am Köllnischen Gymnasium in Berlin ab. Er studierte Botanik an der Universität Berlin, 1899 promovierte er mit der Arbeit Untersuchungen zu einer Morphologie der stromabildenden Shaeriales auf entwickelungsgeschichtlicher Grundlage. 1903 folgte die Habilitation. Von 1903 bis 1911 war er Privatdozent an der Universität Berlin. Er bearbeitete für Adolf Engler die Familie der Eriocaulaceae für das Werk Das Pflanzenreich, Heft 13, 1903. 
Nach mehrjähriger Tätigkeit an der Biologischen Reichsanstalt für Land- und Forstwirtschaft erhielt Ruhland 1911 ein besoldetes Extraordinariat für Botanik an der Universität Halle, wo er sich vor allem landwirtschaftlichen Fragen widmete. 1918 nahm er den Ruf auf ein Ordinariat an der Universität Tübingen an. 1922 wechselte er als ordentlicher Professor für Botanik nach Leipzig, hier leitete er auch den Botanischen Garten der Universität. Ab 1947 lehrte Ruhland als Honorarprofessor in Erlangen.
Ruhland begründete 1925 zusammen mit Hans Winkler die Zeitschrift »Planta« (Archiv für wissenschaftliche Botanik), verfolgte aber auch wissenschaftshistorische Interessen. Das Mitglied der Leopoldina, der Bayerischen Akademie der Wissenschaften, der Göttinger Akademie der Wissenschaften, der Preußischen Akademie der Wissenschaften sowie der Sächsischen Akademie der Wissenschaften krönte sein Lebenswerk mit der Herausgabe des Handbuches der Pflanzenphysiologie in 18 Bänden (1955 bis 1967).
Ruhland unterzeichnete im November 1933 das Bekenntnis der Professoren an den deutschen Universitäten und Hochschulen zu Adolf Hitler. 1948 wurde er ordentliches Mitglied der Bayerischen Akademie der Wissenschaften.

## Ehrungen
Nach Ruhland ist auch die Pilzgattung Ruhlandiella Henn. aus der Familie der Pezizaceae benannt.

## Schriften (Auswahl)
- mit Johannes Meisenheimer: Ratgeber für das Studium der Botanik und Zoologie. Leipzig 1931.
- mit Karl Wetzel: Zur Physiologie der sogenannten Blattrollkrankheit der Kartoffelpflanze. In: Berichte der mathematisch-physikalischen Klasse der Sächsischen Akademie der Wissenschaften zu Leipzig. Bd. 85, H. 3a, 1933, S. 141–149.
- Hrsg.: Handbuch der Pflanzenphysiologie. 18 Bände. Springer, Berlin 1955–1967
- Zur Kälteresistenz der Pflanzen. In: Berichte der mathematisch-physikalischen Klasse der Sächsischen Akademie der Wissenschaften zu Leipzig. Bd. 8, H. 1c, 1935, S. 37–40.